# Escala sismològica de magnitud de moment
L'escala sismològica de magnitud de moment (MW) és una escala logarítmica usada per mesurar i comparar sismes. Està basada en el mesurament de l'energia total que s'allibera en un terratrèmol. Va ser introduïda el 1979 per Thomas C. Hanks i Hiroo Kanamori com a successora de l'escala de Richter.
Un avantatge de l'escala de magnitud de moment és que no se satura a prop de valors alts, és a dir, a diferència d'altres escales aquesta no té un valor per sobre del qual tots els terratrèmols més grans reflecteixin magnituds molt similars. Un altre avantatge que té aquesta escala és que coincideix i continua amb els paràmetres de l'escala de Richter per a valors iguals o inferiors a M7,5.
Per aquestes raons, l'escala de magnitud de moment és la més usada per sismòlegs per mesurar i comparar terratrèmols de grans proporcions. El Centre Nacional d'Informació Sísmica dels Estats Units —que depèn del Servei Geològic dels Estats Units— usa aquesta escala per al mesurament de terratrèmols d'una magnitud igual o superior a M4.0.
Malgrat l'anterior, l'escala de Richter és la que gaudeix de més popularitat en la premsa, per la qual cosa és comú que la premsa comuniqui la magnitud d'un terratrèmol en «escala de Richter» quan aquest ha estat en realitat mesurat amb l'escala de magnitud de moment. En alguns casos això no constitueix un error, donada la coincidència de paràmetres d'ambdues escales, encara que es recomana indicar simplement «magnitud» i evitar l'afegitó «escala de Richter» per evitar errors.
| Magnitud | Conseqüències             | Efectes                                    | Freqüència anual |
| -------- | ------------------------- | ------------------------------------------ | ---------------- |
| 0-2      | Microsismes               | Imperceptibles                             | 2.900.000        |
| 2-2,9    | Sismes menors             | Gairebé imperceptibles                     | 365.000          |
| 3-3,9    | Sismes menors             | Sovint perceptibles                        | 49.000           |
| 4-4,9    | Terratrèmols lleugers     | Moviment d'objectes, sense danys           | 6.200            |
| 5-5,9    | Terratrèmols moderats     | Danys en edificis                          | 800              |
| 6-6,9    | Terratrèmols forts        | Afecten una àrea de 160 km                 | 120              |
| 7-7,9    | Terratrèmols majors       | Danys seriosos en extenses zones           | 18               |
| 8-8,9    | Terratrèmols catastròfics | Danys seriosos en centenars de km          | 1-3              |
| 9-9,9    | Terratrèmols catastròfics | Devasten milers de km                      | 0,075            |
| 10-11,9  | Terratrèmols apocalíptics | Impacte d'un meteorit rocós de 2 km        | -                |
| 10,6     | Final de l'escala         | Trencament total de l'escorça terrestre    | -                |
| 12-12,9  | Impacte meteorit          | Fractura al centre de la Terra             | -                |
| 13-24,9  | Impacte meteorit          | Com el que va acabar amb els dinosaures    | -                |
| 25-31,9  | Impacte meteorit          | Com l'impacte de Tea que va crear la Lluna | -                |
| 32       | Terratrèmol solar         | Similar als de la superfície solar         | -                |